# Келтско изкуство
Келското изкуство е създадено от античните келтски племена, живели в района от Югоизточна Англия, Франция и Северна Испания на запад до Западна Унгария, Словения и северната част на Хърватия на изток, както и от Северна Италия на юг до северния край на Мителгебирге в Германия на север.
Характерно за келтското изкуство е прецизно изпълнената орнаментика, която отчасти е използвала животински и растителни мотиви и отчасти абстрактни вълнообразни и линейни мотиви.
Започва още през желязната епоха. При това не е общо явление, а изкуство в разни области и време на проявление. Докато в Континентална Европа то е изместено от гало-римското изкуство, в Британия и Ирландия то продължава да се развива и оказва влияние на островното келтско изкуство.
Под келтско изкуство се разбира изкуството, което се проявява като самостоятелен вид изкуство преди всичко от 5-ти до 3-ти век пр.н.е. и се открива в археологическите находки в големи части на Европа. Създателите на тази култура са носители на така наречената Латeнска култура. Много често те се приравняват с келтите, въпреки че в модерната археология се прави разлика, особено след като разпространението на келтските езици не е припокрива с археологичните открития за Латèнската култура. Отделни находки на тази култура са открити и на Балканите. 